# Elephantomyia delectata
Elephantomyia delectata là một loài ruồi trong họ Limoniidae. Chúng phân bố ở miền Australasia.